# Stiffelio
Stiffelio es una ópera en tres actos con música de Giuseppe Verdi y libreto en italiano de Francesco Maria Piave, basado en la pieza Le Pasteur, ou l'Évangile et le Foyer de Émile Souvestre y Eugène Bourgeois. Se estrenó el 16 de noviembre de 1850 en el Teatro Grande de Trieste.

## Historia
La historia original de Stiffelio suscitó vigorosa censura por varias razones, puesto que presenta a un sacerdote de la iglesia protestante con una esposa adúltera, y una escena final en la iglesia en la que él la perdona con palabras citadas del Nuevo Testamento. 
"En Italia y en el Trieste austriaco... un sacerdote casado fue una contradictio in termini. Por lo tanto, no había ni que hablar de una iglesia en la escena final...."
La censura y el poco éxito del estreno motivaron una versión revisada de la ópera, titulada Guglielmo Wellingrode, en la que el héroe es un ministro de estado alemán; se estrenó en 1851, sin que Verdi o su libretista Piave fueran responsables de ella. De hecho, cuando el empresario Alessandro Linari le pidió en 1852 que creara un final más adecuado, Verdi se enfadó y lo rechazó.
No fue hasta cuatro años más tarde que Verdi modificó Stiffelio, con un libreto revisado también por Piave. Se reestrenó como la ópera en cuatro actos Aroldo siete años después, 16 de agosto de 1857 en Rímini; una alteración más radical, con la acción trasladada a la Inglaterra del siglo XIII, y con la escena final totalmente por un nuevo acto IV.
Esta ópera rara vez se representa en la actualidad; en las estadísticas de Operabase aparece con sólo 7 representaciones en el período 2005-2010.

## Argumento
La obra trata el tema del adulterio e involucra a un pastor protestante. La acción transcurre en Alemania en el castillo del Conde de Stankar al inicio del siglo XIX. Su segunda versión, Aroldo, fue ambientada en la Edad Media.

## Personajes
| Personaje                             | Tesitura     | Reparto el 16 de noviembre de 1850 Director: |
| ------------------------------------- | ------------ | -------------------------------------------- |
| Stiffelio Pastor (ministro religioso) | tenor        | Gaetano Fraschini                            |
| Lina (esposa de Stiffelio)            | soprano      | Marietta Gazzaniga                           |
| Conde Stankar (padre de Lina)         | barítono     | Filippo Colini                               |
| Raffaele (amante de Lina)             | tenor        | Ranieri Dei                                  |
| Jorg Pastor (ministro religioso)      | bajo         | Francesco Reduzzi                            |
| Dorotea (prima de Lina)               | mezzosoprano | Viezzoli de Silvesstrini                     |
| Federico (amante de Dorotea)          | tenor        | Giovanni Petrovich                           |